# .brussels
.brussels is een generiek topleveldomein voor websites in het Brussels Hoofdstedelijk Gewest. Domeinnamenregister DNS Belgium, die ook verantwoordelijk is voor .be, heeft toestemming gekregen om deze extensie te beheren en voert deze vanaf eind 2014 samen met .vlaanderen in. Voordat DNS Belgium de extensie mocht invoeren, moest er een strenge technische en financiële evaluatie worden uitgevoerd, waaruit .brussels met een positieve evaluatie kwam.

## Geschiedenis
Medio 2011 nam ICANN, de overkoepelende organisatie met betrekking tot domeinnamen, het besluit dat organisaties een eigen topleveldomein (TLD) mochten aanvragen. Naast de bestaande landcodes als .be en generieke extensies als .com, werden ook extensies als .ibm, .shop of .limburg mogelijk. De eerste aanvragen konden vanaf 12 januari 2012 bij ICANN ingediend worden. Deze uitbreiding is vooral interessant voor merken, maar ook voor geografische, etnische en linguïstische organisaties en instellingen. Alle nieuw gecreëerde extensies behoren tot de groep van gTLD's of 'generic Top Level Domains', in tegenstelling tot de landcodes, wat gevolgen heeft voor het beheer ervan. DNS.be was onmiddellijk een van de kandidaten om de geografische gTLD's te besturen. 
Begin 2012 wezen de Vlaamse en Brusselse overheid respectievelijk het beheer van de gTLD's .vlaanderen en .brussels aan DNS.be toe. DNS.be maakte het aanvraagdossier voor ICANN op en diende dit in. Zij neemt na de goedkeuring gedurende 10 jaar de technische en commerciële exploitatie voor haar rekening. De formule die voor het partnership werd gekozen, is die van de concessie van diensten. 
In 2012 werden drie aanvragen bij de ICANN gedaan voor generieke topleveldomeinen voor België. Deze plaatsen werden verloot waardoor .gent op de 1.021ste plaats kwam, .vlaanderen op de 1.416e plaats en .brussels op de 1.518e plaats. Omdat ICANN zo'n 1000 aanvragen per jaar behandelt, werd toen al gegokt op een ingebruikname in 2014.
Op 7 februari 2014 tekende DNS Belgium (intussen gewijzigd van naam) het contract met ICANN voor het beheer van .vlaanderen en .brussels
ICANN meldde op 21 maart dat jaar dat de applicaties voor .vlaanderen en .brussels geslaagd zijn voor de technische tests.
Op 18 juni 2014 maakte ICANN bekend dat .vlaanderen en .brussels gedelegeerd zijn. Concreet betekent dit dat ze toegevoegd zijn aan de DNS-rootzone. Daardoor bestaan ook de eerste URL's met deze nieuwe extensies: nic.vlaanderen en nic.brussels.
Op 9 juli 2014 kwam de goedkeuring van de startup-informatie door ICANN. Dat is de informatie over de verschillende lanceerfasen en de timing ervan.
Dit betekent ook dat alle data van de verschillende fasen officieel vastliggen:
- Fase voor merkhouders: 01/09/2014 > 01/10/2014
- Fase voor lokale overheden en organisaties: 02/10/2014 > 03/11/2014
- Fase voor particulieren: 13/11/2014 > 15/12/2014
- Landrush 16/12/2014 > 15/01/2015
- Vrije registraties vanaf 20/01/2015